# دیزه، جلفا
دیزه، جلفا (به ترکی آذربایجانی: Dizə) منطقه‌ای مسکونی در جمهوری آذربایجان است که در شهرستان جلفا واقع شده‌است. دیزه ۱٬۰۰۸ نفر جمعیت دارد.